# محمد شاكر باشا (1855-1919)
محمد شاكر باشا (مواليد 1855، ليفان، باتومي - 18 يونيو 1919، إسطنبول ) جندي عثماني.
وهو ابن الجورجي نعمان طاهر أفندي، أحد أعيان باتومي. تخرج من مدرسة مهندسي البر الهميوني في عام 1878 وأرسل إلى برلين في عام 1882. في عام 1887، كُلّف بتحديد حدود بلغاريا ومنطقة رودوبي. وفي عام 1886، كُلّف بتحديد حدود اليونان. ترقي إلى رتبة حاكم منطقة في عام 1887، وإلى رتبة عقيد في عام 1888، و عيّن في الفرع الرابع لهيئة الأركان العامة. بعد هذا التاريخ، عمل كعضو في اللجنة التي شكّلت لبناء السكك الحديدية والمحطات، ورئيسًا للجنة التي تم تشكيلها لمراجعة لوائح الدرك والشرطة، ورئيسًا للأركان العامة للجيش الإمبراطوري، عمل حاكماً وقائداً لشكودرا، وحاكماً لكوسوفو، ورئيساً للجنة التفتيش اليمنية، ومجلس التفتيش العسكري الأعلى. كما عمل عضواً في هيئة الأركان العامة ورئيساً لهيئة الأركان العامة.
ترقّي إلى رتبة ميرليفا في عام 1889، وفيريك في عام 1895، وموسير في عام 1905. وفي عام 1908م تعيّن معاوناً للسلطان. ثانيا: بعد إعلان الملكية الدستورية، نفي إلى رودس، وخفّضت رتبته من مشير إلى فيريك أول ، وسحبت أوسمته. ورغم تعيينه مفتشاً في القيادة العامة للقوات اليمنية سنة 1911م، إلا أنه لم يتمكن من أداء واجبه. تقاعد في عام 1912 ولكن تعين فيما بعد وزيراً للبحرية. شغل منصب وزير الحربية في الفترة من 2 أبريل إلى 19 مايو 1919. وفي إطار هذه المهمة، وافق على إرسال مصطفى كمال باشا إلى الأناضول بصلاحيات استثنائية. توفي في 18 يونيو 1919، أثناء عمله عضواً في مجلس الوزراء.

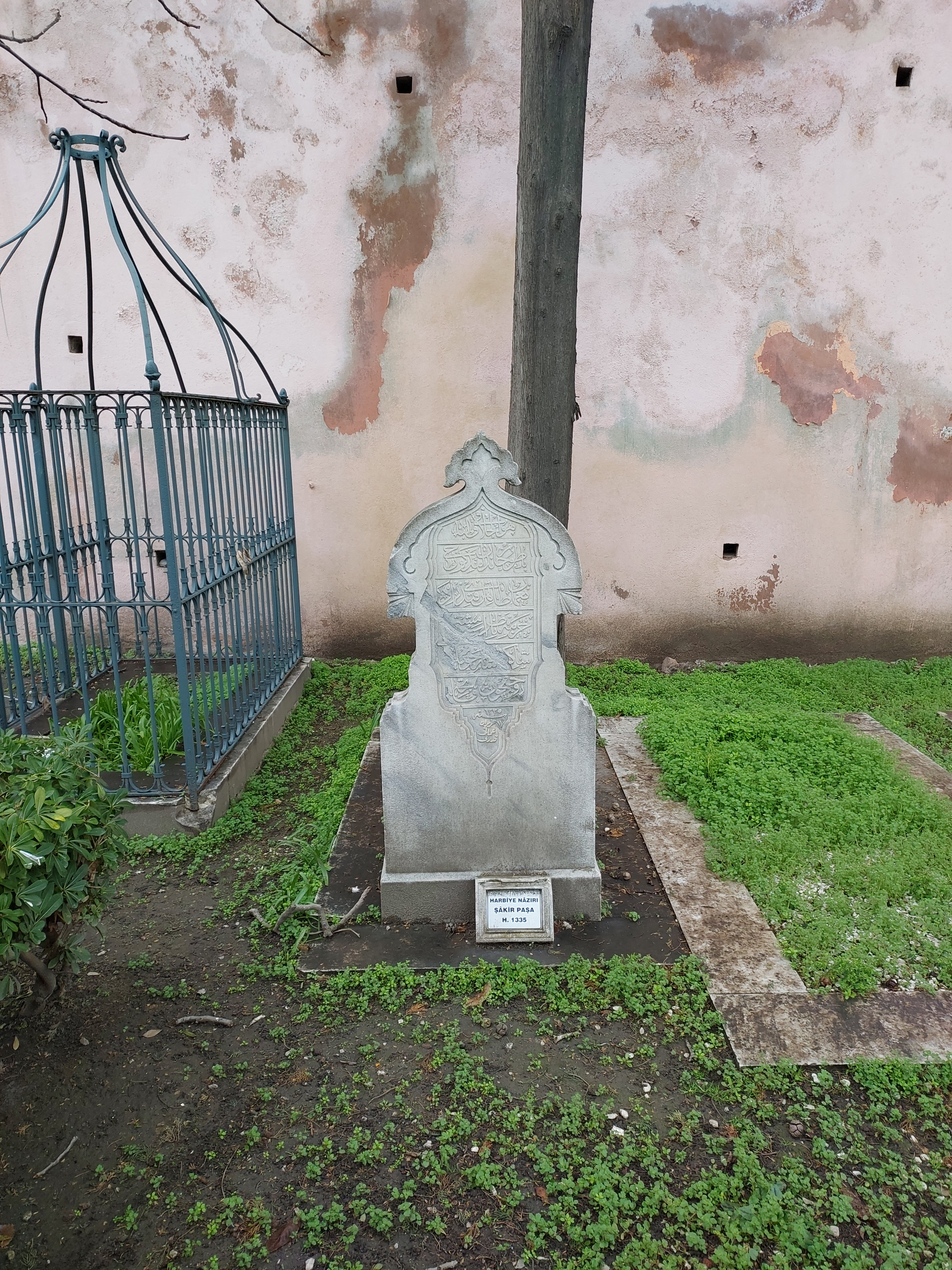
ضريح شاكر باشا

قبر السلطان الثاني في جمبرليتاش وهو في حديقة قبر محمود.
كان صهر باتوملو عوني باشا، المساعد الرئيسي للسلطان وحيد الدين.